# Alexandra Manly
Alexandra Manly (ur. 28 lutego 1996 w Kalgoorlie) – australijska kolarka torowa i szosowa, czterokrotna medalistka torowych mistrzostw świata.

## Kariera
Pierwsze sukcesy w karierze osiągnęła w 2013 roku, kiedy zdobyła trzy medale. Najpierw w kategorii juniorów na kolarskich mistrzostwach Oceanii w Canberze zdobyła srebrne medale w wyścigu ze startu wspólnego i indywidualnej jeździe na czas. Następnie wywalczyła brązowy medal w kategorii juniorów w indywidualnej jeździe na czas podczas szosowych mistrzostw świata we Florencji. W tej samej kategorii wiekowej zdobyła też złote medale w indywidualnym i drużynowym wyścigu na dochodzenie na torowych mistrzostwach świata w Gwangmyeong w 2014 roku.
W 2017 roku zdobyła pierwsze medale w kategorii elite, zajmując drugie miejsce w drużynowym wyścigu na dochodzenie i trzecie w madisonie podczas mistrzostw świata w Hongkongu w 2017 roku. W 2018 roku wspólnie z koleżankami z reprezentacji zdobyła także złoty medal w drużynowym wyścigu na dochodzenie na igrzyskach Wspólnoty Narodów w Gold Coast.